# Sciaphila ledermannii
Sciaphila ledermannii är en enhjärtbladig växtart som beskrevs av Adolf Engler. Sciaphila ledermannii ingår i släktet Sciaphila och familjen Triuridaceae. Inga underarter finns listade.